# Stainforth
Stainforth är en stad och civil parish i  i storstadsdistriktet Doncaster i South Yorkshire i England. Orten har 6 342 invånare (2001). Staden nämndes i Domedagsboken (Domesday Book) år 1086, och kallades då Steinforde/Stenforde.